# Peñacoba
Peñacoba es una localidad del municipio de Santo Domingo de Silos, en la provincia de Burgos. Destaca por su pico más conocido, Peñalta, en el cual se erige una cruz. Está situada en la Ruta de la Lana.

## Historia
La aldea de Peñacoba presume de haber sido anteriormente propiedad personal del Cid Campeador, Rodrigo Díaz de Vivar. En el año 1070, según la historia local, el Cid donó Peñacoba a Silos junto a la villa de Frescinosa, que actualmente ya no existe.
La localidad aparece descrita en el tomo xii del Diccionario geográfico-estadístico-histórico de España y sus posesiones de Ultramar de Pascual Madoz de la siguiente manera:

PEÑACOBA: ald. en la prov., aud. terr. y c. g. de Búrgos (9 leg.), part. jud. de Salas de los Infantes (3), ayunt. de Santo Domingo de Silos (4/2) y dióc. de Osma (8 1/2). sit. en un valle formado por dos cuestas muy peñascosas: su clima es frio, pero sano, y reina por lo regular el viento N. Tiene 36 casas; escuela de primeras letras frecuentada por 20 niños, cuyo maestro está dotado con 30 fan. de trigo; una fuente contigua al pueblo, de la que se surten de agua los vecinos para sus usos; una igl. parr. matriz (Ntra. Sra. del Cerro) y un cementerio estramuros, colocado en parage elevado; el culto de dicha igl. está servido por un cura parr. y un sacristan, cuyo curato es de provision ordinaria, si bien antes de la esclaustracion lo fue del abad de Sto. Domingo de Silos. El pueblo que nos ocupa no tiene térm. propio por ser comun con el referido Sto. Domingo y sus ald. El terreno es pedregoso, áspero, secano y de mala calidad: le baña un arroyo sin nombre, que solo lleva agua en tiempos de lluvias: al N. del pueblo hay un pequeño monte poblado de encinas: en dicho terr. se encuentran tambien abundantes canteras de piedra caliza, varios prados naturales y un plantío de chopos. Los caminos se hallan en regular estado y dirigen á Mamolar, Espinosa y Sto. Domingo de Silos. correos: se reciben de Aranda de Duero por el balijero de dicho Sto. Domingo. prod.: trigo, centeno, cebada, legumbres y hortalizas, y ganado lanar y cabrio, ind.: la agricola y la fabricacion de carros ordinarios y trillos. pobl.: 34 vec., 130 alm. contr.: con su ayunt.
(Madoz, 1849, p. 777)

## Demografía
| Gráfica de evolución demográfica de Peñacoba entre 1858 y 2023 |
| |
| Población según el Nomenclátor de los pueblos de España. Población según la Estadística escolar de España. Población de derecho según los censos de población del INE. Población según el padrón municipal de 2023 del INE. |

## Administración y política

### Administración local
Junto a Hinojar de Cervera y Hortezuelos, depende del ayuntamiento de Santo Domingo de Silos. Este municipio está integrado en la mancomunidad de La Yecla.
El alcalde del municipio es desde 2007 Emeterio Martín Brogeras, del PP, quien en 2011, 2015, 2019 y 2023 revalidó el cargo.

### Justicia
Peñacoba pertenece al partido judicial número 7 de la provincia de Burgos: el de Salas de los Infantes, que engloba a otros 47 municipios de los alrededores.